# Олімпія де Гуж
Олімпія де Гуж (фр. Olympe de Gouges), власне Марі Гуз (фр. Marie Gouze) (7 травня 1748, Монтобан, Тарн і Гаронна, Франція — 3 листопада 1793, Париж, Іль-де-Франс, Франція) — французька письменниця і журналістка, політична діячка, революціонерка, феміністка, авторка «Декларації прав жінки й громадянки» (1791).
Розпочала свою кар'єру драматурга на початку 1780-х. Після того як у Франції почало зростати політичне напруження, де Гуж проявляла все більшу і більшу зацікавленість політикою. Вона стала активним захисником та борцем за поліпшення становища рабів у колоніях. Водночас вона почала писати політичні памфлети. Сьогодні вона, мабуть, найбільш відома як діяч раннього феміністичного руху, який відстоював погляди, щоб французьким жінкам були надані ті ж права, що і французьким чоловікам. Вона була страчена на гільйотині під час терору через її нападки на режим Робесп'єра та через її тісний зв'язок з жирондистами.

## Життєпис

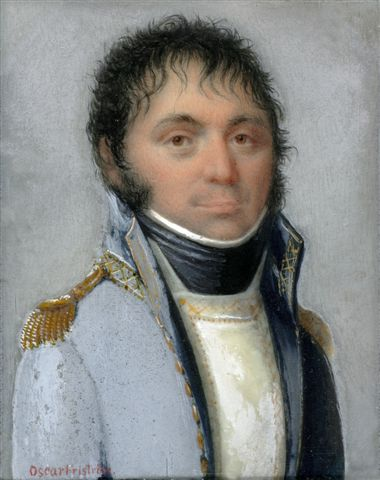
Генерал П'єр Обрі де Гуж

Марі Гуз народилась в дрібнобуржуазній сім'ї у 1748 році в Монтобані, Тарн і Гаронна на південному заході Франції. Її батько був м'ясником, а мати була дочкою торговця тканинами. Однак вона вірила розповідям матері, згідно з якими вона була незаконнонародженою дочкою поета Жана-Жака Лефрана, маркіза де Помпіньяна, відомого полемікою з Вольтером. Відмова маркіза де Помпіньяна від Марі Гуз вочевидь вплинула на її пристрасний захист прав незаконнонароджених дітей.
1765 року вийшла заміж за Луї Обрі, який приїхав з Парижа з новим інтендантом міста. Це не був шлюб по любові. Гуз сказала у власному напівавтобіографічному романі (фр. Mémoire de Madame de Valmont contre la famille de Flaucourt): «Я вийшла заміж за людину, яку я не любила і який не був ні багатим, ні добре народженим. Я була принесена у жертву без будь-якої причини, які могли б надолужити відразу, яку я відчуваю до цієї людини». Її чоловік помер через рік, і у 1770 році вона переїхала в Париж зі своїм сином, П'єром, і взяла ім'я Олімпія де Гуж.
1773 року, за словами її біографа Олів'є Блана, вона зустріла багатого чоловіка Жака Бетрікса де Розьера (фр. Jacques Biétrix de Rozières), з яким вона мала тривалі відносини, що закінчились в період революції. Вона була учасником багатьох художніх та філософських салонів, де вона познайомилась з багатьма письменниками, зокрема Жан-Франсуа де Лагарпом, Луї-Себастьєном Мерсьє, Ніколя Шамфором, а також майбутніми політиками Жаком Бріссо та Ніколя Кондорсе. Вона часто була запрошеною до салонів мадам де Монтессон, та графині де Богарне. Вона була пов'язана з масонською ложею Дев'ять сестер, яку було створено її другом Мішелем де Куб'єром (фр. Michel de Cubières).

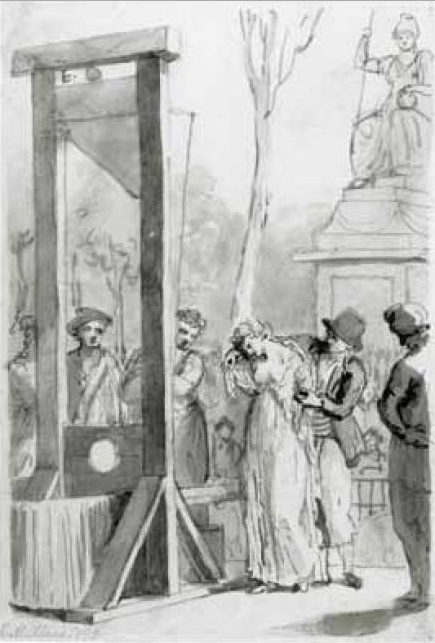
Страта Олімпії де Гуж

У 1774 році написала аболіціоністську п'єсу «Поневолення негрів» (опубліковану в 1789 році). У 1771 році увійшла до складу «Соціального клубу», який виступав за політичне та юридичне рівноправ'я жінок і чоловіків. Члени клубу часто збирались у Софі де Кондорсе, дружини відомого філософа і математика Ніколя де Кондорсе. Того ж року у відповідь на Декларацію прав людини й громадянина вона написала Декларацію прав жінки й громадянки. Нею було написано Contrat Social (Суспільний договір, названий на честь відомої роботи Жана-Жака Руссо), що пропонував шлюб на основі гендерної рівності.
Слідом за Монтеск'є відстоювала принцип поділу влади. Як переконана противниця смертної кари, протестувала проти смертного вироку Людовику XVI. Перебувала в опозиції Робесп'єру і Марату. Її спрямований проти якобінців політичний памфлет «Три урни» (1793) спричинив її арешт, а потім — за вироком революційного трибуналу — смертну кару за допомогою гільйотини.

## Сім'я
Після її смерті, за словами Олів'є Блана, її син генерал П'єр Обрі де Гуж переїхав в Гаяну з дружиною і п'ятьма дітьми. Він помер у 1802 році, після чого, його вдова намагалася повернутися до Франції, але померла на борту судна під час її повернення. У Гваделупі двоє його дочок одружились: Марі Гіацинт Женев'єв де Гуж на англійському офіцері (капітані Вільямі Вуді), а Шарлотта де Гуж, на американському політику Роберті Селдені Гарнетті, конгресмені Сполучених Штатів, у якого були плантації в Вірджинії.

## Визнання
- Життю Олімпії де Гуж присвячений роман Женев'єви Шовель «Олімпія» (1987).
- У 1989 році композицію на її честь створив Нам Джун Пайк.
- 6 березня 2006 одна з паризьких площ (3-й округ), була названа ім'ям Олімпії де Гуж.
- Її ім'я носять також декілька навчальних закладів у різних містах Франції (Монпельє, Ренн, Тулуза) та театр в Монтобані.